# Постоянна експозиция „Икони" (Пловдив)
Постоянна експозиция „Икони“ е открита през 1975 г. в сграда, построена специално за целта и разположена в общо дворно пространство със старинния православен храм „Св.св. Константин и Елена“ в Стария град.

## Сграда
Автор на проектът на сградата е арх. Никола Мушанов и колектив. Разположена е върху кръглата отбранителна кула на ранновизантийската крепостна стена. Архитектурата наподобява византийска базилика с двускатен покрив и малка преградна стена, имитираща иконостасна преграда, разположена в източния край.

## Фонд
Градската художествена галерия – Пловдив разполага с богат фонд от икони, фрагменти от иконостаси и различни образци на църковна графика. Днес тя притежава 574 икони.Изложените предмети включват и експонати, собственост на Пловдивската митрополия, която ги предоставя за излагане в иконната експозиция. Представено е източноправославното християнско изкуство от Пловдивския край и цяла Южна България от края на ХV век до края на ХІХ век. Произходът им е различен. Една група икони са от Несебър (XVI в.), а всички останали са от диоцеза на Пловдивска митрополия. Изключително ценни са и осемте несебърски икони от ХVІ в., които са дело на майстори от критската поствизантийска школа.
В иконната експозиция са изложени творби на големи наши иконописци като Христо Димитров, синовете му Захарий Зограф и Димитър Зограф и внука му Станислав Доспевски, представители на Самоковската школа. Те са едни от най-търсените по целите Балкани иконописци от края на XVIII и XIX век. Изложени са „Архангелски събор“ от 1836 – единствената у нас подписана икона на Димитър Зограф, „Богородица на трон с младенеца“ – най-ранната подписана икона на Христо Димитров (1787). Показани са и икони на тревненски майстори и творби на Никола Одринчанин.

## Експозиция
Експозицията „Икони“ е създадена през 1975 година в старо възрожденско училище. През 2019 година залата е реновирана, а експозицията – обновена в съответствие с резултатите от най-новите проучвания в сферата на християнското изкуство по нашите земи. Автор на концепцията на новата подредба и текстове е проф. Иванка Гергова, доктор на изкуствознанието, чл.кор. на БАН, един от най-изявените учени в областта. Изцяло е обновен и интериорът на залата. В преддверието е разположен информационен раздел, който предлага 4 основни теми – „Християнският Пловдив“, „Църковно изкуство в Пловдив и Пловдивско“, „Икона“ и „Иконостас“.
Център на експозицията са най-старите икони в сбирката, които са и с най-високи художествени качества – осемте празнични икони от Несебър, иконата Св. Георги на трон от Пловдив (подписана от монах Пахомий Зографски, XVI в.), комплектът царски икони от пловдивската църква „Св. св. Константин и Елена“ (XVI в.). Редом с тях от двете страни са изложени икони от XVII в. – царски двери от Горни Воден, икони от Ракитово, както и икони от края на XVII и началото на XVIII век от параклиса „Св. Тодор“ в Горни Воден.
Галерията притежава елитни икони от три поколения на фамилията Доспевски, които са аранжирани в лявата част на залата.
В дясната част на залата са поставени икони от зографи, съвременници на самоковци, които са живели и работили в Пловдив и района и илюстрират местното художествено средище с различните му стилови течения – зограф Йоан от Воден, даскал Вълко от Дермендере, големия майстор Никола Одринчанин, Спиро Михайлов.
В задната част на залата са аранжирани икони от тревненски майстори и зографи от различен произход. Една част от тези икони показват какво са донасяли от своите пътувания поклонници, търговци и монаси таксидиоти – реплики на светогорски чудотворни икони, йерусалими и седефени йерусалимски икони и други.
Във витрини са поставени домашните икони, представящи най-почитаните в българските домове светци лечители и покровители на малките деца и родилките, заобикалящи централните образи на Богородица с Младенеца, както и метални обкови.
В Иконната зала периодично се организират и тематични експозиции, представящи чрез иконите различни страни от символиката на християнското изкуство.